# 勒內·辣法耳·馬爾蒂諾
賀內·辣法耳·馬爾蒂諾（義大利語：Renato Raffaele Martino；1932年11月23日—）是意大利籍天主教枢机及圣座正义与和平委员会荣休主席。
马尔蒂诺在意大利萨莱诺出生，1957年6月20日晋铎，1980年12月14日晋牧。2002年10月1日出任正义与和平委员会主席。教宗若望保禄二世於2003年10月21日將他擢升为枢机。他於2009年10月24日荣休。
台灣輔仁大學於2007年向他頒授名譽哲學博士學位。

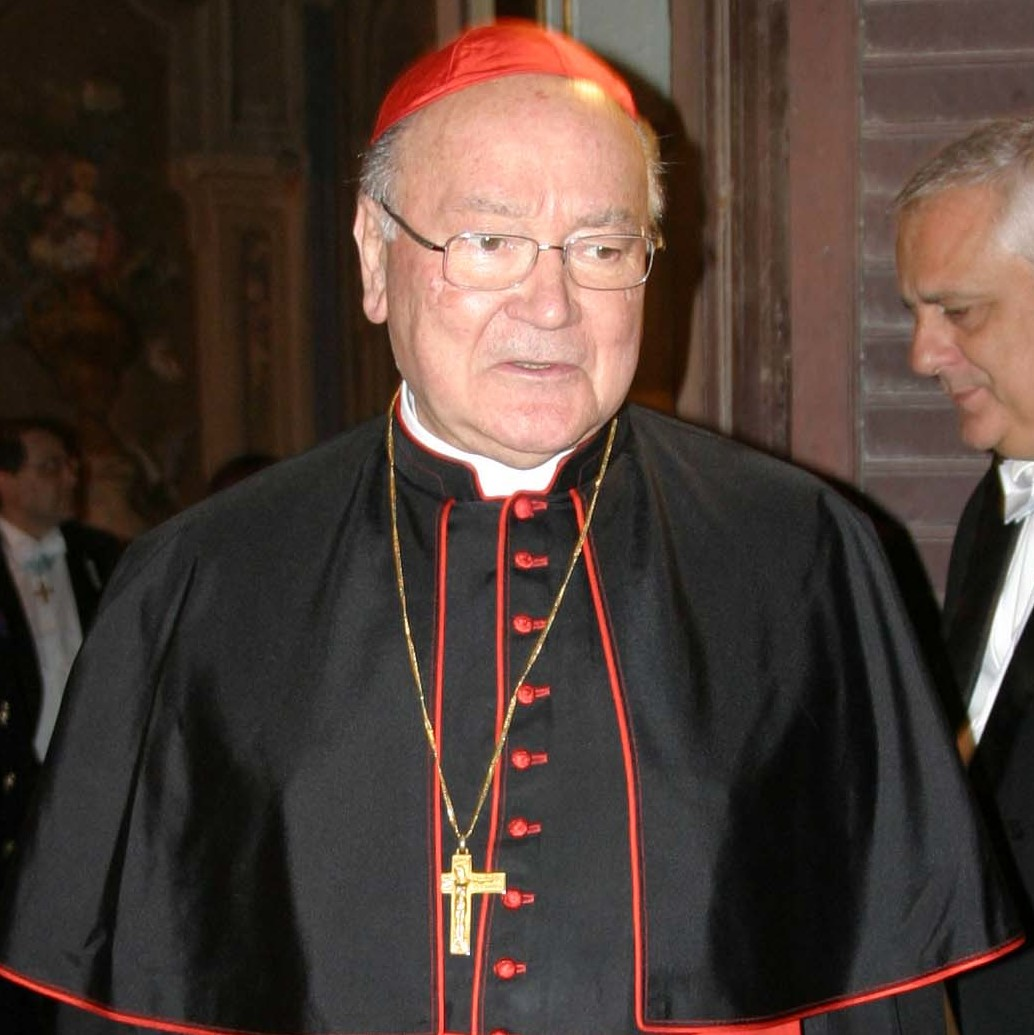
賀內·拉法埃莱·马尔蒂诺枢机